# Хипоспадија
Хипоспадија је урођена аномалија (урођена мана) мушког полног уда (пениса) и уретре чија је последица мањак уретре и корпус спонгиозума различитог степена. Код ове аномалије уретра (изводни мокраћни канал) позициониран је на доњој страни мушког полног органа, уместо на средини главића пениса. Мада абнормални спољашњи меатус (отвор) уретре најчешће лежи на вентралној страни, он може бити локализован на било којем делу пениса, од гланса до перинеума, па се тако може налазити на мошницама (скротуму) или на међици, према чмару. Често је повезана са другим конгениталним (урођеним) аномалијама пениса, као и крипторхизмом (неспуштени тестис) и аномалијама уринарног система (двоструки бубрег, измештен бубрег, потковичасти бубрег итд.).

## Порекло назива
Реч hypospadia  је кованица од две речи пореклом из грчког језика — речи hypo, која значи  „доле” и  речи spadon, која значи „отвор”.

## Епидемиологија
На глобалном нивоу учесталост хипоспадије је 1 на 250 новорођенчади у одређеном облику, и креће се у мање више константном односу од 0,26 на 1000 живорођених у Мексику и Скандинавији и 2,11 на 1.000 живорођених у Мађарској.
Нешто чешће код деце беле расе и међу припадницима јеврејске заједнице. У одређеним породицама у којима је генетски узрокована; стопа хипоспадије је око 7%.

## Етиологија
Хипоспадија се јавља као последица поремећаја насталог у ембрионалном развоју плода, у периода од осме до двадесет недеља трудноће, и дефинишу se као скуп трију аномалија:
- аномалија вентралног отвора уретералног меатуса,
- вентрална закривљеност пениса (chordae) и
- кукасти препуцијум који је дефицијентан на вентралној страни.

### Подела
Хипоспадије се према локализацији дела на:
- Глануларне и субкоронарне — са отвором уретре локализованим на предњој страни пениса. Ове аномалије јављају се у преко 50% случајева.
- Пенилне — када се отвор уретре налази на средини пениса. Јављају се у преко 20% случајева.
- Скроталне или базалне  — када се отвор уретре налази на корену пениса, према скротуму. Јављју се у око 30% случајева.
- Перинелане  — када се отвор уретре налази на мошницама (скротуму).

Ова подела је заснована на преоперативном положају отвора или меатуса уретре. Међутим, неке врсте хипоспадија могу се правилно разврстати тек након извршене хордектомије и елонгације (издужења) уретре. Стога, након хордектомије, абнормални меатус који је био дисталан може постати и значајно проксималан.

## Клиничка слика
У клиничком смислу, хипоспадије, поред козметичких дефеката и психолошких патњи, стварају потешкоће у мокрењу услед искривљености пениса, а у каснијом животу онемогућавају оплодњу.
Често је присутна и аномалија препуцијума (коже која покрива главу пениса), са недостајућим френулумом. Главић са предње стране може имати облик плоче, а тело пениса може бити савијено пут напред (кривина пениса). Могу бити присутна и друга оштећења различитог степена: поремећаја структуре сунђерастог тела, везних плоча, коже и других делова пениса.
Клиничку слику могу карактерисати и симптоми пратећих бубрежних аномалија, непотпуно обликован скротум са више врећица и режњева са стране или око пениса и  често, криптохизам (неспуштени тестис), када је генитоуринарни систем непотпуно обликован. 
Интерсексуални поремећај се јављају када дете које је генетски мушко или женско развије карактеристике супротног пола, због хормоналних или хромозомских поремећаја. Код дечака са хипоспадијама и неспуштеним тестисима већа је вероватноћа појаве интерсексуалности.

## Дијагноза
Објективни (физикални) преглед
Дијагноза хипоспадије заснива се примарном на објективном прегледу новорођене бебе.
Сликовне методе
Према потреби дијагноза се може поставити и током интраутериног развоја плода ултразвучним прегледом, иако је ова метода повезана са значајном грешком. Под сумњом на ово стање током ултразвучног прегледа, додатно се може обавити фетална магнетна резонанца која даје много прецизније резултате.
Након рођења детета препоручује се испитивање органа уринарног тракта ултразвуком због честих удружених аномалија (карлични бубрег, бубрежна ектопија, потковичасти бубрег, неспуштени тестис).

## Диференцијална дијагноза
Како се неспуштени тестиси и инвиналне киле често јављају са хипоспадијом, код свих пацијената са хипоспадијом и криптохизмом треба одредити (без изузетка) кариотип јер диференцијална дијагноза најтежих облика пеноскроталних перинеалих хипоспадија и неспуштених тестиса укључује и неке формр инерсексуалности.

## Терапија
Хипоспадија у начелу не захтева лечење, осим код проксималнијих облика хипоспадије (скротална, перинелна) када се не пипају тестиси. Тада треба обавити ендокринолошку обраду како би се искључила интерсексуална аномалија.
Хируршко лечење
Постоје три специфична начина хируршких корекција хипоспадија:
1. Корекција пенилне хорде
2. Реконструкција уретре
3. Прекривање пениса
Оперативни захват се обично изводи у два корака:
- Први пут — у првој години живота детета, када се ради меатотомија због стенозе (сужења) спољашњег ушћа. Тиме се омогућава деривација мокраће.
- Други пут — након друге године живота детета, када се раде разне корективне интервенције.

Компликације након хируршког збрињавања могу бити ране и касне:
- Ране компликације су — инфекција рана, крварења и едем.
- Касне компликације укључују — фистулу уретре, стенозу мокраћне цеви, длакавост мокраћне цеви.